# Colpotrochia fusca
Colpotrochia fusca är en stekelart som beskrevs av Matsumura 1931. Colpotrochia fusca ingår i släktet Colpotrochia och familjen brokparasitsteklar. Inga underarter finns listade i Catalogue of Life.